# Bucyrus (Ohio)
Bucyrus is een plaats (city) in de Amerikaanse staat Ohio, en valt bestuurlijk gezien onder Crawford County.

## Demografie
Bij de volkstelling in 2000 werd het aantal inwoners vastgesteld op 13.224.
In 2006 is het aantal inwoners door het United States Census Bureau geschat op 12.581, een daling van 643 (-4,9%).

## Geografie
Volgens het United States Census Bureau beslaat de plaats een oppervlakte van
18,9 km², geheel bestaande uit land. Bucyrus ligt op ongeveer 312 m boven zeeniveau.

## Geboren
- Gloria LeRoy (1931), actrice

## Plaatsen in de nabije omgeving
De onderstaande figuur toont nabijgelegen plaatsen in een straal van 20 km rond Bucyrus.